# Amnon Filippi
Pour les articles homonymes, voir Filippi.
Amnon Filippi, né le 29 juin 1969, est un professionnel de poker ayant notamment fini à la 4e place du 50 000 $ H.O.R.S.E des WSOP en 2007 derrière Freddy Deeb, Bruno Fitoussi et John Hanson, un exploit pour quelqu'un qui n'a pas la réputation d'être expert de Mixed games mais seulement joueur de Hold'em No Limit.